# Alice Munroová
Alice Ann Munroová, (nepřechýleně Alice Ann Munro), rodným jménem Laidlawová (nepřechýleně Laidlaw) (10. července 1931 Wingham, Ontario – 13. května 2024 Port Hope, Ontario) byla kanadská spisovatelka proslulá především svými povídkami.
Třikrát získala nejprestižnější kanadské literární ocenění Governor General's Award (1968 za Dance of the Happy Shades, 1978 za Who Do You Think You Are? a 1986 za The Progress of Love) a roku 2009 i Mezinárodní Man Bookerovou cenou. Většina jejích próz se odehrává v její rodné provincii Ontariu. Její povídka The Bear Came Over the Mountain byla roku 2006 zfilmována režisérkou Sarah Polleyovou pod názvem Away from Her. Film byl nominován na Oscara v kategorii nejlepší adaptovaný scénář.
V roce 2013 jí byla udělena Nobelova cena za literaturu, přičemž byla označena za „mistryni současné povídky“ s výjimečně vyvinutým pozorovacím talentem a stylově se blížící k ruskému prozaikovi Čechovovi. Stala se tak vůbec první Kanaďankou, která obdržela Nobelovu cenu, a třináctou ženou oceněnou za literaturu.

## Život
Alice Munroová se narodila v městečku Wingham na západě kanadské provincie Ontario (poblíž Huronského jezera) v roce 1931. Sama toto místo svého dětství popisuje spíše jako ghetto plné pašeráků a prostituce. Její otec provozoval liščí a norčí farmu, matka byla učitelkou. Alice měla ještě dva sourozence, bratra a sestru. Počátkem 30. let se ani její rodině nevyhnula velká hospodářská krize. I proto matka chtěla ze svých dcer vychovat uhlazené a vznešené dámy, které by se mohly dobře provdat. V této době je možné nalézt zárodek jejího feminismu, zrod vzdoru proti konvenci. Jiné okolnosti jejího dětství nebývají zmiňovány, nicméně Munroová otevřeně přiznala, že se do díla promítají. Příkladem je například povídka The Bear Came Over the Mountain, tematizující Alzheimerovu chorobu, kterou koncem 40. let začala trpět její matka. Zfilmována jako Away from Her v roce 2006, v českém překladu vyšla ve sbírce Nepřítel, přítel, manžel, milenec.
Po střední škole (1949) nastoupila studium žurnalistiky a anglického jazyka. Školu po 2 letech opustila. Důvodem k tomu bylo uzavření prvního manželství s Jimem Munroem a odstěhování do Vancouveru (protože její muž zde měl dobře placené místo v obchodním domě). Během tohoto období se do manželství narodily 3 dcery, z nichž jedna záhy po porodu zemřela. Alice Munroová později konstatovala, že právě péče o děti a domácnost jí poskytla možnost věnovat se psaní, a to spíše krátkých povídek, na něž se mohla koncentrovat při rutinní péči o domácnost. Tento život ji znejisťoval, jaksi izoloval od reality, nicméně zároveň umožňoval plné soustředění na tvorbu za plné podpory manžela.
V roce 1963 se přestěhovali do Victorie, kde otevřeli vlastní obchod s knihami. Manželům se narodila 4. dcera. Munroová byla již spisovatelsky velmi činná, v roce 1968 získala za svoji knihu Dance of the Happy shades prestižní kanadské ocenění (General Governor's Award). V roce 1972 se s manželem rozvedla. O 4 roky později se konala její svatba s geografem Geraldem Fremlinem. Alice Munroová se živila jako profesionální spisovatelka, působila při univerzitě Západního Ontaria a také hodně cestovala.

## Dílo

### Charakteristika tvorby
Dílo Alice Munroové tvoří převážně krátké povídky či novely. Svoji citlivostí k sociálním problémům bývá připodobňováno k dílu A. P. Čechova popřípadě v americkém kontextu k tradici jižanské literatury realismu. Toto srovnání se nabízí, protože velká většina povídek je situována do venkovského prostředí. Alice Munroová navíc přiznala, že ji jižanská literatura fascinovala. Ač bývá srovnávána s Faulknerem, vyzdvihovala spíše ženské autorky jako Eudora Weltyová, Flannery O’Connorová, Katherine Anne Porterová, Carson McCullersová, protože psaly o lidech na kraji společnosti, o marginalizovaných problémech, což Munroová vnímala jako typicky ženskou spisovatelskou doménu.
Od této identifikace se odvíjí výstavba jejích děl, která jsou často hodnocená jako depresivní. Munroová tvrdila, že každá osoba má svůj příběh v jehož rámci odhaluje různé deziluze, resp. objevuje a vytváří vlastní sebeklamy. Odtud plyne další typický rys tvorby: subjektivizace pravdy, nesdělitelnost osobní zkušenosti, což vede k tomu, že mnohé charaktery jsou vězni vlastního světa, považují samy sebe za outsidery. Bariéra nesdělitelnosti subjektivní zkušenosti je překlenutelná skrze osobu vyzrálé a inteligentní vypravěčky. Akcent na venkovské prostředí umožňuje vykreslovat lidské vlastnosti, které v českém kontextu označujeme jako „maloměšťácké". Novely Alice Munroové vykazují veškerý spisovatelský um, smysl pro dějový spád, napětí a nepředvídatelné rozuzlení. Toho jsou dokladem ocenění, která získala. Ač pravidelně Munroová úvodem svých knih prohlašovala, že se jedná o fikce, jsou ceněny i pro svůj realismus až dokumentarismus, který vyznívá až ve společenskou kritiku (viz níže).

### Dílo Alice Munroové prizmatem gender studies
Většinu hlavních postav příběhů tvoří inteligentní ženy. Ty při svém vyprávění pochybují o očekáváních společnosti na ně – jakožto ženy – kladených, a to jak při vzpomínkách, tak ve vztahu k bezprostřednímu ději. Často se tak o Alice Munroová hovořila jako o feministce. Sama toto hodnocení přijímala, nicméně s určitým korektivem. Nepovažovala se za stoupenkyni konkrétní feministické doktríny. Jejím motivem bylo poukázat na důležitost ženské zkušenosti. Zde je patrná vazba na její oblíbené spisovatelky (viz výše). Munroová hájila názor, že každému patří nějaká témata, mužům mainstream a ženám bizarní a marginální, protože se samy nacházejí v této pozici a jen ony mohou popsat svoji zkušenost, protože mužští autoři ženy objektivizují (na tomto např. postavena její kritika díla D. H. Lawrence).
B. J. Rasporich, autorka monografie o vztahu díla Alice Munroové k feminismu, uvádí, že feministickým posláním tvorby Alice Munroové je hledání svobody jakožto ženy-umělkyně. Jakožto žena dokáže čtenářům a čtenářkám nabídnout širokou škálu ženských charakterů a zároveň dokáže důvěryhodně vykreslit vývoj jejich životní zkušenosti od dětství po stáří. Vývoj je patrný i na autorčiných tématech samotných. Raná díla se věnují ženskému dětství a dozrávání, přijímání ženské identity. Tematizuje pohlavní sexualitu a odhaluje problémy dvojího metru, muži mohou začít kdykoliv znovu, zatímco avantýry ženu společensky poškozují. Od muže se očekává aktivita a společenské excesy jsou promíjeny, aniž by to bylo myslitelné u žen. V pozdější fázi více promýšlí metafyzické, mytické a kulturní představy, čímž rozkrývá kulturní vývoj ženské sexuality. (Odhaluje patriarchální podstatu křesťanské kultury, pro niž je muž aktivním tvůrcem a žena pohanem, zlem, zatímco je opuštěna představa matriální božskosti ženy, která nachází vyjádření v její plodnosti.) Margaret Atwoodová poukázala na využívání totemických figur, kterými se snaží oživit ideu magické síly ženského těla.
Dílo Alice Munroové na všedních příbězích, detailech každodenního života, odívání, pravidlech společenského chování a manýrech řeči odhaluje bariéry bránící ženské autonomii a individualitě. Sleduje, jakým způsobem ženy chtějí či jsou nuceny dosáhnout toho, co chtějí a potřebují, čímž poukazuje na sociální odlišnost světa žen a žen.

### Romány
- Lives of Girls and Women (1971)

### Sbírky povídek
- Dance of the Happy Shades (1968)
- Something I've Been Meaning to Tell You (1974, Už dávno ti chci něco říct)
- Who Do You Think You Are? (1978)
- The Moons of Jupiter (1982)
- The Progress of Love (1986)
- Friend of My Youth (1990)
- Open Secrets (1994)
- The Love of a Good Woman (1998, Láska dobré ženy)
- Hateship, Friendship, Courtship, Loveship, Marriage (2001, Nepřítel, přítel, ctitel, milenec, manžel)
- Runaway (2004, Útěk)
- The View from Castle Rock (2006)
- Too Much Happiness (2009, Příliš mnoho štěstí)
- Dear Life (2012, Drahý život)

### Kompilace povídek
- Selected Stories (1996)
- No Love Lost (2003)
- Vintage Munro (2004)
- Carried Away: A Selection of Stories (2006)
- New Selected Stories (2011)

## Filmové adaptace
- The Ottawa Valley (1974, kanadský televizní film, režie Janine Manatis.
- Boys and Girls (1983), kanadský krátký film, režie Don McBrearty.
- Lives of Girls & Women (1994), kanadský televizní film, režie Ronald Wilson.
- Edge of Madness (2002, Na pokraji šílenství), kanadský film, režie Anne Wheelerová.
- Away from Her (2006), kanadský film, režie Sarah Polley.
- Canaan (2008), íránský film, režie Mani Haghighi.
- Hateship Loveship (2013), americký film, režie Liza Johnsonová.

## České překlady
- Už dávno ti chci něco říct a jiné povídky, Praha, Paseka 2003, přeložila Alena Jindrová-Špilarová.
- Nepřítel, přítel, ctitel, milenec, manžel, Praha a Litomyšl, Paseka 2009, znovu 2014, přeložila Alena Jindrová-Špilarová.
- Útěk, Praha a Litomyšl, Paseka 2011, znovu 2014, přeložila Alena Jindrová-Špilarová.
- Příliš mnoho štěstí, Praha a Litomyšl, Paseka 2013, znovu 2014, přeložila Zuzana Mayerová.
- Drahý život, Praha a Litomyšl, Paseka 2014, přeložila Zuzana Mayerová.
- Láska dobré ženy, Praha a Litomyšl, Paseka 2015, přeložily Zuzana Mayerová a Alena Jindrová-Špilarová.